# Sylvain Courtoux
Sylvain Courtoux (né le 24 juin 1976) est un poète et un performeur français.

## Biographie
Sylvain Courtoux, né à Bordeaux le 24 juin 1975, vit et travaille à Limoges. Il obtient le bac avec mention. Il côtoie pendant un temps les scènes musicales punk, rock et hard-rock. Durant l'année 1997, il intègre au clavier le groupe Anorexia Nervosa, un groupe de black metal symphonique. Parmi les influences musicales de Courtoux on peut citer Kevin Drumm, Éliane Radigue, Pauline Oliveros, Ramleh, This Heat, Sunn O))), Heldon, Klaus Schulze, Skullflower ou encore Jim O'Rourke. En littérature Courtoux est marqué par les avant-gardes expérimentales des années 1960-1970, représentées par les revues Tel Quel, TXT ou encore Change. Il lit notamment Maurice Roche, Anne-Marie Albiach, Jean-Marie Gleize, Liliane Giraudon, Denis Roche, Christian Prigent, Manuel Joseph, ou encore Danielle Collobert.
Alors que son premier livre est publié par Æncrages & Co en 1999, Courtoux crée avec Jérôme Bertin et Charles Pennequin le collectif Poésie Express. En février 2000 est publié Moderne faculté des maîtres, d'Emmanuel Rabu. Puis, en 2001 le collectif prend fin. Courtoux dirige ensuite la revue Plastiq avec Emmanuel Rabu et fait partie du collectif EvidenZ. Sylvain Courtoux publie dans de nombreuses revues (Java, Marelle, Nioques, Doc(k)s, Attaques, Action poétique, La Gazette des jockeys camouflés, EvidenZ, Action restreinte, BOXON...) et participe à des lectures publiques. Lors de celles-ci, le poète performeur mélange à ses textes de la musique punk à l'aide de sampleurs, d'un clavier ARP Odyssey, d'une basse post-punk. Depuis 2008, Sylvain Courtoux publie ses livres aux éditions Al Dante. En 2011 Still Nox est publié, auquel répond Bâtard du vide de Jérôme Bertin, publié la même année chez le même éditeur. En 2016, sur Emergence FM, Courtoux crée une émission bimensuelle, Les Vestiaires, où il diffuse des enregistrements, notamment d'Angéline Neveu, Liliane Giraudon ou encore Sandra Moussempès. L'année suivante, il est bénéficiaire d'une bourse du Centre national du livre.

## Analyse de l'œuvre
Le rapport à la musique est l'une des bases du processus de travail de Sylvain Courtoux. Dans Strangulation Blues l'auteur invente le personnage de Clara Elliot, une poétesse et musicienne britannique punk. Ce personnage dédicace ses textes à Bobby Sands. Dans Consume rouge, titre éponyme d'un disque du groupe expérimental japonais Ground Zero, Courtoux procède par échantillonnage puis montage des citations (issues des sciences humaines, de la littérature, des discours médiatiques ou de la culture populaire, séries, films, paroles de chansons), ce que l'auteur théorise à la fin du livre dans un texte intitulé Notes sur le sample. Cette approche se retrouve dès Nihil, Inc., qui a été vu comme un corps-sans-organes. Comme le montre Anysia Troin-Guis, Courtoux mêle une culture savante et une culture populaire et « opère ce que nous pouvons dénommer une “dé-hiérarchisation” des arts, en mêlant références littéraires et références musicales, entérinant alors une conception pragmatiste de l’art comme « expérience esthétique totale »" ». Le travail de Courtoux s'inscrit, notamment avec Strangulation Blues, dans ce que Jean-Marie Gleize nomme la « postpoésie », c’est-à-dire « l’ensemble des pratiques postgénériques, ou dispositales, corpus instable en cours de formation-déformation ». Ainsi Courtoux hybride et synthétise à la fois formellement et culturellement. Une tension très forte existe entre l'impact social réel de ces « post-poèmes de combat » et ces formes résolument expérimentales qui en elles-mêmes sont une lutte, où l'auteur s'efface dans l'opération de sampling. En contre-point, Courtoux travaille également le matériau auto-biographique, notamment dans Still Nox dans lequel il revient sur le suicide de sa mère, son addiction à l'écriture et à celle médicamenteuse. Cette référentialité autobiographique (voire socio-biographique) analyse sa propre position dans le champ littéraire. Dans Still Nox, à la fin du livre, il s'adresse à ses pairs, et demande à celles et ceux qu'il aurait maltraités ou oublié, de l'excuser : lui-même se qualifiant de « poète de merde ». Sylvain Courtoux critique ouvertement, notamment lors de ses lectures publiques, la politique du champ littéraire.

## Œuvres

### Livres personnels
- [i.e], Æncrages & Co., 1999.
- Chungking express, éditions de l'Attente, 2000.
- Action Writting, Poésie Express, 2000.
- Le sujet est un desert peuplé de tous ses devenirs, éditions de l'Attente, 2004.
- Nihil, Inc.-7, Ikko, (coll. 6A), 2005.
- Action Writing, Dernier Télégramme, 2006.
- Nihil, Inc., Al Dante, 2008.
- Vie et mort d'un poète de merde, Al Dante, 2010.
- Strangulation Blues, Poèmes post-punk et Leçons d'exorcisme 1978-1985, Clara Elliott, adaptation et présentation par Sylvain Courtoux, Al Dante, 2010.
- Still Nox, Al Dante, 2011.
- Consume rouge (post-poèmes de combat), Al Dante, 2014.
- L'avant-garde, tête brûlée, pavillon noir (+ CD), Al Dante/Les Presses du Réel,2019.

### Livres en collaboration
- Bertin Jérôme - Courtoux Sylvain - Romet Arnaud, avec Jérôme Bertin, AudioZie, 2002.